# Lluís Casals García
Lluís Casals García (Sabadell, 16 de octubre de 1912-ibídem, 26 de junio de 1993) fue un abogado, político y escritor español. Combatió junto al ejército republicano durante la guerra civil española y sufrió el exilio durante siete años. Fue miembro del Centro Catalán de Sabadell, redactor y director del Diario de Sabadell, director del Instituto Escuela M. B. Cossío, decano del Colegio de Abogados de Sabadell, miembro de Izquierda Democrática de Sabadell y finalmente miembro del Consejo Ejecutivo Nacional de Convergencia Democrática de Cataluña.

## Biografía
Nacido en Sabadell en 1912, era hijo de Gabriel Casals Pena y María García. Estudió en los Escolapios de Sabadell hasta el Bachillerato. Se licenció en Derecho por la Universidad de Barcelona. Se casó con la maestra francesa Augusta Couturier y tuvieron tres hijas: Muriel Casals y Couturier, Isabel Casals y Couturier y Montserrat Casals y Couturier.
De joven fue miembro del Centro Catalán de Sabadell, del cual fue presidente de la Juventud y después secretario del Centro. A lo largo de los años 1920 y 1930 participó en mítines e impartió conferencias sobre temas de literatura y política. También fue redactor y director del Diario de Sabadell.
Ejerció de abogado. Como tal, fue escogido fiscal municipal de Sabadell y en 1936 fue nombrado secretario de la Ponencia de Codificación del Derecho Civil Catalán y secretario del Congreso Jurídico Catalán. Se exilió en Aviñón y volvió a establecerse en Sabadell a finales de 1945. Entre 1957 y 1962 fue el decano del Colegio de Abogados de Sabadell. En 1966 fue objeto de una grave agresión, junto con Manuel Jiménez de Parga. En 1991 recibió la Creu de Sant Raimon de Penyafort, de la mano del Ministerio de Justicia y a través del expediente impulsado por el Colegio de Abogados de Sabadell.
Su actividad cultural e intelectual fue muy activa. Durante un tiempo presidió la Asociación de Música de Cámara de Sabadell, durante la guerra civil española organizó y dirigir el Instituto Escuela de Bachillerato M. B. Cossío, por encargo del consejero municipal de Cultura, Salvador Sarrà y Serravinyals, y bajo la alcaldía de Josep Mustio y Regàs. Esta tarea la desarrolló con la colaboración de Miquel Carreras, Miquel Crusafont y Joan Morales.
Es en esta etapa cuando coincide y entabla amistad con varios escritores de Sabadell (Joan Oliver y Sallarès, Francesc Trabal y Benessat, Armand Obiols), cuando buena parte de los cuales fueron llamados a crear la Agrupación de Escritores Catalanes, para salvaguardar el máximo que se pudiera de la cultura catalana durante la guerra. De hecho, Joan Oliver le escribió en 1982 en que decía: "Lluís, tú eres el último de la pandilla", a pesar de que no se lo ha considerado un miembro activo de la Pandilla de Sabadell. Anteriormente, en 1934, había formado parte de un grupo de intelectuales que creó  LEDA (Les Edicions d'Ara), con Salvador Espriu, Bartomeu Rosselló-Pòrcel, Ignasi Agustí, Joan Tejedor y Tomàs Lamarca, con el propósito de reunir bastante público para asegurar, por suscripción, la viabilidad de ediciones de poesía vanguardista.

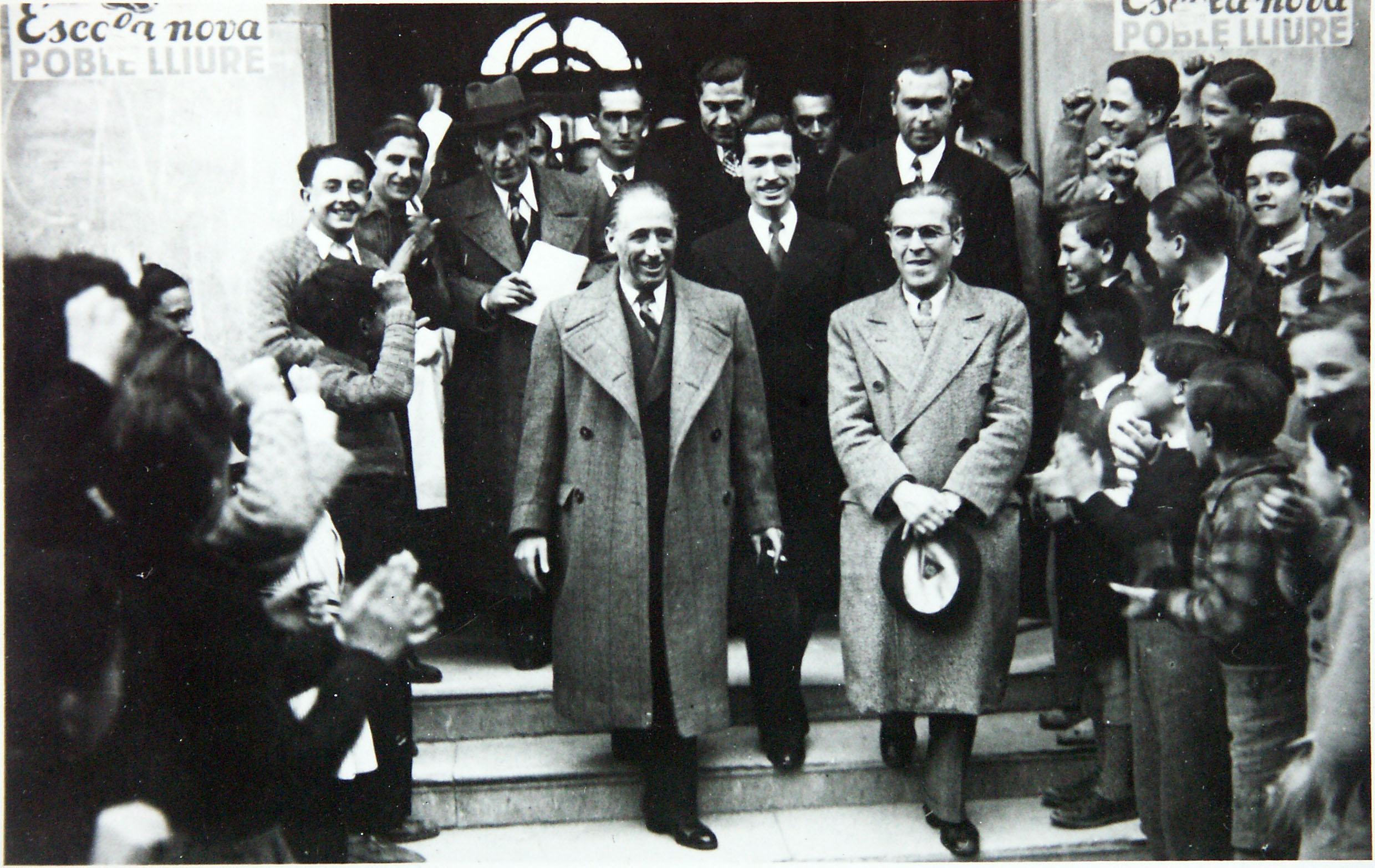
Lluís Casals y Garcia (con bigote, en el centro de la imagen, entre el presidente de la Generalidad de Cataluña Lluís Companys y el regidor de Cultura Salvador Sarrà), director del Instituto Escuela M. B. Cossio. Sabadell, 16 de marzo de 1937 (Archivo Histórico de Sabadell).

Durante la guerra civil española combatió con el ejército republicano y, un golpe acabada y después de pasar por el campo de concentración de Argelers, se tuvo que exiliar en la ciudad de Aviñón, durante siete años. Cuando los alemanes nazis invadieron Francia, se añadió a la Resistencia y este hecho hizo que el Gobierno francés le acabara concediendo la Legión de Honor. En primeros tiempos convulsos de la Segunda Guerra Mundial tuvo domicilio al Palais du Roure, un centro dedicado a la "Cultura mediterránea" financiado e impulsado por el aristócrata Jeanne Flandreysy. En este contexto fue cuando conoció Augusta Couturier, profesora de matemáticas, que acabó siendo su mujer.
En 1968 fundó el Club de los Leones de Sabadell, una entidad filantròpica que en 1969 se adhirió en la red internacional Lions International.
En 1977 se presentó como candidato en el Congreso de los Diputados por Barcelona, dentro de la candidatura unitaria del Pacto Democrático por Cataluña (Convergència Democrática de Cataluña, Esquerra Democrática de Cataluña y Partido de los Socialistas de Cataluña).
En 1978 era el líder de Izquierda Democrática de Cataluña en Sabadell.
En 1979 participó, activamente y como miembro del Consejo Ejecutivo Nacional de Convergencia Democrática de Cataluña, en la campaña favorable a la aprobación del Estatuto de Cataluña.
Entre 1985 y 1993 colaboró con la revista Cuaderno de las Artes y de las Letras de Sabadell, escribiendo sobre autores y personajes sabadellencs y sobre varios temas culturales. También fue vicepresidente de la Fundación editora de esta revista.

## Obras
- Set colors, Barcelona, Altés, 1934.
- "L'Institut-Escola M. B. Cossío. Un testimoni", dins La República i la Guerra Civil a Sabadell, 1931-1939. Sabadell, Ajuntament de Sabadell, 1986, p. 169-173.